# Bellier
Bellier Automobile S.A.S – francuska firma motoryzacyjna specjalizująca się w produkcji mikrosamochodów i małych samochodów dostawczych. Siedziba przedsiębiorstwa mieści się w Talmont-Saint-Hilaire.
Firma Bellier powstała w 1946 roku jako producent akumulatorów samochodowych. Od 1968 roku zajmowała się produkcją małego samochodu dla dzieci Buggy F 85, który odniósł wielki sukces rynkowy. Od lat 70. XX wieku Bellier produkował motorower (kwadrycykl) z kabiną o nazwie Véloto. W 1979 roku firma zaprezentowała swój pierwszy mikrosamochód C 12S. Od początku lat 80. XX wieku produkowała mikrosamochód Formula 85.

## Modele
- Atoll
- Vario 50
- Opale
- Opale 2
- Divane II
- Bellier Commercial Vehicle